# На сплаву
„На сплаву” је југословенски ТВ филм из 1962. године. Режирао га је Славољуб Стефановић Раваси а сценарио је написао Станислав Мрожек.

## Улоге
| Глумац           | Улога |
| ---------------- | ----- |
| Милутин Бутковић |       |
| Еуген Вербер     |       |